# Axete
Axete (em turco: Aşıt) é uma almofala (bairro) no distrito e município de Tusba, na província e área metropolitana de Vã, na Turquia.

## História
Axete está a 15 quilômetros ao norte de Vã. É o território da antiga cidade de Pluanque (em armênio: Պղուանք; romaniz.: Płuank’), que serviu de sede do distrito (gavar) de Palúnia, na província de Vaspuracânia do Reino da Armênia. Com o tempo, encolheu ao ponto de se tornar uma aldeia, cujo nome era Polanse (Պողանց, Połanc’) ou Poanis (em turco: Poǧanis). No Império Otomano, fez parte do caza (distrito) de Timar do sanjaco de Vã do vilaiete de Vã. Em 1909, contava com 50 residentes armênios que estavam envolvidos com a agricultura e a pecuária. Eles envolveram-se na Resistência de Vã de 1915 e parte deles foi morta no genocídio armênio.